# Nathan Lukes
Nathan Donald Lukes (Sacramento, California, 12 de julio de 1994), más conocido como Nathan Lukes, es un jugador profesional estadounidense de béisbol que se desempeña en la posición de jardinero izquierdo en Toronto Blue Jays, equipo de las Grandes Ligas de Béisbol (MLB).

## Carrera
En 2023, Lukes hizo su debut en la MLB con el equipo Toronto Blue Jays, donde lleva jugando dos temporadas.